# Henryk VIII Wróbel
Henryk VIII Młodszy (Wróbel) (ur. między 1357 a 1363, zm. 14 marca 1397 w  Szprotawie) – formalny książę żagańsko-głogowski w latach 1369–1378. Od 1378 panował w Zielonej Górze, Szprotawie, Kożuchowie, Przemkowie i Sulechowie, od 1395 był właścicielem połowy Głogowa, Ścinawy i Bytomia Odrzańskiego. Tytułował się księciem żagańskim, zielonogórskim, szprotawskim i głogowskim oraz panem Prudnika.
Henryk VIII był najmłodszym synem księcia żagańskiego Henryka V Żelaznego i Anny, księżniczki mazowieckiej. W źródłach współczesnych nosił przydomek „Wróbel”, którego pochodzenie nie jest jednak znane.
Po śmierci ojca w 1369 formalnie współrządził wraz z braćmi – Henrykiem VI Starszym i Henrykiem VII Rumpoldem – w księstwie głogowskim. Pełnię władzy objął dopiero po osiągnięciu pełnoletniości i podziale dzielnicy głogowsko-żagańskiej w 1378 na trzy części. Henryk VIII otrzymał Kożuchów, Zieloną Górę, Szprotawę, Sławę Śląską, Nowe Miasteczko oraz Przemków. 25 czerwca 1388 książę ożenił się z Katarzyną, córką Władysława Opolczyka. Jako wiano młoda para otrzymała w zarząd miasta Prudnik i Głogówek w księstwie opolskim (na co zgodę musiał wyrazić król Czech, Wacław IV Luksemburski). Wobec jednak jednoczesnego zapisania Głogówka jako oprawy wdowiej Ofce, żonie Opolczyka, ostatecznie Henrykowi udało się przejąć jedynie Prudnik.  W 1393 Henryk VIII uzyskał prawa do księstwa żagańskiego po starszym bracie Henryku VI, włości tej jednak nie przejął, gdyż całość dziedzictwa otrzymała szwagierka Jadwiga. Dwa lata później, w 1395, Henryk VIII objął w posiadanie księstwo głogowskie po bezpotomnej śmierci Henryka VII. 
Henryk VIII miał nieco inny charakter niż jego bracia. Uwielbiał uczty, zabawy i turnieje rycerskie. Taki tryb życia wymagał dużych nakładów finansowych. Powodowało to ciągłe kłopoty finansowe księcia. Szczególne duże zobowiązania finansowe miał wobec Konrada II oleśnickiego. Henryk VIII próbował sięgnąć po dochody kościelne. Skończyło się to dla niego klątwą kościelną nałożoną przez biskupa wrocławskiego. Zbiegła się ona ze śmiercią Henryka VIII, który zginął z powodu ciężkich ran od włóczni odniesionych w czasie turnieju rycerskiego w Legnicy. Pogrzeb odbył się w atmosferze skandalu – jego ciało leżało niepochowane przez osiem dni, dopóki Kościołowi nie wyrównano strat finansowych. Został pochowany w kościele kanoników regularnych św. Augustyna w Żaganiu.  
Z małżeństwa z Katarzyną doczekał się czterech synów (Jana, Henryka IX, Henryka X i Wacława) oraz jednej córki (Anny, żony Kazimierza oświęcimskiego). Żonie Katarzynie, zmarłej 6 czerwca 1420, zostawił jako oprawę wdowią Kożuchów i Zieloną Górę. 